# Revolución del Plan de Casa Mata
La revolución del Plan de Casa Mata fue un conflicto armado contextualizado entre las luchas surgidas entre republicanos e imperialistas durante la primera mitad del siglo XIX en el Primer Imperio Mexicano.

## Antecedentes
Luego de la disolución del Congreso Constituyente (notificada por el general Luis Cortázar y Rábago), la creación de la Junta instituyente y de la Rebelión de Felipe de la Garza, la política seguida por el imperio iturbidista, le hizo enemistarse con jefes de nombradía, siendo uno de ellos Antonio López de Santa Anna, en ese entonces gobernador de Veracruz. Es entonces que Iturbide salió con dirección a Jalapa con el pretexto de tomar precauciones por los bombardeos sufridos en Veracruz por Francisco Lemaur. La corta permanencia de Santa Anna vino a menguar más su prestigio después de que humillara al alcalde de Jalapa Bernabé Elías, provocando en el ánimo de Santa Anna decisiones revolucionarias.

## Levantamiento de Santa Anna
Separado del mando Santa Anna luego de haber intentado sin éxito la Toma de San Juan de Ulúa, que finalmente se concretó en 1825, se le ordenó seguir al emperador para que se le presentase en México. Santa Anna, que se había resistido a ir, se dirigió a Veracruz mientras Iturbide se encontraba en Puebla y resentido por su destitución en el mando, sublevó a la tropa que había en aquella ciudad, proclamando la república bajo un plan que, según Carlos María de Bustamante, fue trazado por Miguel Santa María, que se hallaba en el puerto, próximo a embarcarse hacia la Gran Colombia. Cuando Iturbide llegó a la capital se enteró de esta nueva insurrección, por lo que destacó a los generales José María Lobato, José Antonio de Echávarri y Luis Cortázar y Rábago contra Santa Anna.

## Resistencia de Santa Anna y Batalla de Almolonga
Con efecto de ensanchar su rebelión, Santa Anna se dirigió con sus fuerzas a Jalapa, aunque no la pudo tomar, por lo que regresó a Veracruz. Esta derrota hizo engrandecer los ánimos de Iturbide hasta que se enteró de la desaparición de Servando Teresa de Mier, Nicolás Bravo y Vicente Guerrero. Los generales Bravo y Guerrero se dirigieron al Sur con intenciones de insurreccionarlo, por lo que Iturbide envió fuerzas a combatirlos. A pesar de que los generales lograron llegar a Chilapa, el general Epitacio Sánchez dio con ellos y acudió a batirlos, librándose la Batalla de Almolonga. En el combate Guerrero quedó herido y Epitacio muerto en el campo de batalla. Sin embargo, a pesar de la victoria imperialista, la insurrección en el estado de Oaxaca se hizo incontenible.

## Defección a Iturbide y Plan de Casa Mata
En Veracruz las cosas se pusieron difíciles para los imperialistas, el general Echávarri se opuso a que los prisioneros de Jalapa fueran pasados por las armas con las casacas al revés y en Chiapas el coronel Felipe Codallos se negó a fusilar los oficiales luego de haber diezmado a los insurrectos.
Echávarri, que no había podido reducir a Santa Anna, entró en pláticas con él debido a que ambos pertenecían a la misma logia masónica, firmando el Plan de Casa Mata; acta que pedía la inmediata instalación del Congreso, el reconocimiento de la soberanía de la nación y la prohibición de atentar en contra de la persona del emperador. El 26 de febrero la guarnición de Guadalajara se adhirió al plan, por lo que Iturbide buscó entablar conversación con los sublevados de Veracruz. 
Sin embargo, para cuando los comisionados llegaron a Jalapa, la separación que el gobierno sufría era casi general y los pronunciamientos en contra de este se sucedían con rapidez. En la Ciudad de México, por ejemplo, los 9.º y 11.º cuerpos de infantería, cuando salieron de sus cuarteles, invadieron el edificio de la Inquisición, donde se hallaban presos algunos diputados, los pusieron en libertad y siguieron su marcha hacia Toluca a favor de la república sin que nadie los hostilizara.

## Alianza Comanche
Al día siguiente, el 4° Regimiento de caballería, y en la noche inmediata el resto de granaderos a caballo que formaban la guardia del emperador se unieron a los sublevados, quedándose Iturbide con las fuerzas que lo acompañaban en Ixtapaluca, donde se encontraba para cortar las comunicaciones de los sublevados de Puebla e impedir más deserciones.  Iturbide entonces entabló comunicación con el capitán comanche Guonique que había viajado a la Ciudad de México para celebrar tratados de paz con el gobierno. El capitán comanche le ofreció levantar 20 000 hombres para vencer a los insurrectos. Sin embargo, para ese entonces el gobierno había hecho tales concesiones a los pronunciados que aún con toda esa ayuda sería difícil vencer.

## Restitución del Congreso y conversaciones con los insurrectos
Iturbide entonces se vio obligado a restituir el Congreso, a quienes en un discurso ordenó proveer de recursos a los pronunciados, señalándoles los puntos que debían ocupar, para luego llevar a cabo una amnistía y así olvidar los agravios del pasado. Entonces creyó que eso bastaría para que el país retornara a su tranquilidad, dejó Ixtapaluca y se dirigió con sus fuerzas a su residencia de Tacubaya. Ante las manifestaciones que imposibilitaban la salida del emperador de su habitación y que deseaban la ocupación de las fuerzas del Ejército Libertador, la Junta Revolucionaria de Puebla resolvió no reconocer el Congreso hasta que este no se trasladara a un lugar lejos de la jurisdicción del emperador.

## Caída del Imperio
Es entonces que Iturbide abdica, ante el avance de los insurrectos sobre la capital. Pero al no llegar a un acuerdo de cómo sería esta, el Ejército Libertador estuvo a punto de chocar con las tropas imperiales. Iturbide, queriendo evitar el conflicto, envió al comandante militar de la capital, el brigadier Manuel Gómez Pedraza a Santa Marta, lugar donde había situado el general y marqués Antonio de Vivanco su cuartel general, para entrar en arreglo con los pronunciados. 
En junta de guerra en la que se encontraban Vivanco, Bravo, Echávarri, Miguel Barragán y otros, se firmó un convenio de 3 artículos el 26 de marzo, reconociendo el carácter que el Congreso le otorgara a Iturbide; que este estuviera en plena libertad y que saliera dentro del tercer día con su familia a Tulancingo escoltado por el general Bravo, como lo había pedido Iturbide; y finalmente, que las tropas que le habían sido fieles hasta el final fueran consideradas pertenecientes al ejército libertador. Así se retiró Iturbide con su familia mientras los sublevados entraban en la capital.